# Мостовой (станция)
Мостово́й — железнодорожная станция Восточно-Сибирской железной дороги на Транссибирской магистрали (5619 километр).
Расположена на правом берегу реки Селенги в посёлке станции Мостовой Железнодорожного района города Улан-Удэ, Бурятия.

## История
Основана в 1900 году как разъезд Забайкальской железной дороги у путепровода (моста) через реку Селенгу.

## Пригородное сообщение по станции
| № поезда | Маршрут движения   | № поезда | Маршрут движения   |
| -------- | ------------------ | -------- | ------------------ |
| 6618     | Таловка — Улан-Удэ | 6627     | Улан-Удэ — Таловка |
| 6612     | Таловка — Улан-Удэ | 6621     | Улан-Удэ — Таловка |
| 6631     | Улан-Удэ — Мысовая | 6632     | Мысовая — Улан-Удэ |
| 6637     | Улан-Удэ — Мысовая | 6638     | Мысовая — Улан-Удэ |